# The Essential Bob Dylan
The Essential Bob Dylan é a oitava compilação do cantor Bob Dylan, lançado a 31 de Outubro de 2000.
O disco atingiu o nº 67 da Billboard 200.

## Faixas
Todas as faixas por Bob Dylan, exceto onde anotado

### Disco 1
1. "Blowin' in the Wind" – 2:48
2. "Don't Think Twice, It's All Right" – 3:39
3. "The Times They Are A-Changin'" – 3:13
4. "It Ain't Me, Babe" – 3:35
5. "Maggie's Farm" – 3:54
6. "It's All Over Now, Baby Blue" – 4:16
7. "Mr. Tambourine Man" – 5:28
8. "Subterranean Homesick Blues" – 2:19
9. "Like a Rolling Stone" – 6:09
10. "Positively 4th Street" – 3:55
11. "Just Like a Woman" – 4:52
12. "Rainy Day Women #12 & 35" – 4:36
13. "All Along the Watchtower" – 2:32
14. "Quinn the Eskimo (The Mighty Quinn)" – 2:20
15. "I'll Be Your Baby Tonight" – 2:39

### Disco 2
1. "Lay, Lady, Lay" – 3:18
2. "If Not for You" – 2:41
3. "I Shall Be Released" – 3:04
4. "You Ain't Goin' Nowhere" – 2:46
5. "Knockin' on Heaven's Door" – 2:32
6. "Forever Young'" – 4:58
7. "Tangled Up in Blue" – 5:43
8. "Shelter from the Storm" – 5:03
9. "Hurricane" (Dylan, Levy) – 8:34
10. "Gotta Serve Somebody" – 5:25
11. "Jokerman" – 6:17
12. "Silvio" (Dylan, Hunter) – 3:08
13. "Everything Is Broken" – 3:14
14. "Not Dark Yet" – 6:30
15. "Things Have Changed" – 5:08